# Ulrich Raydt

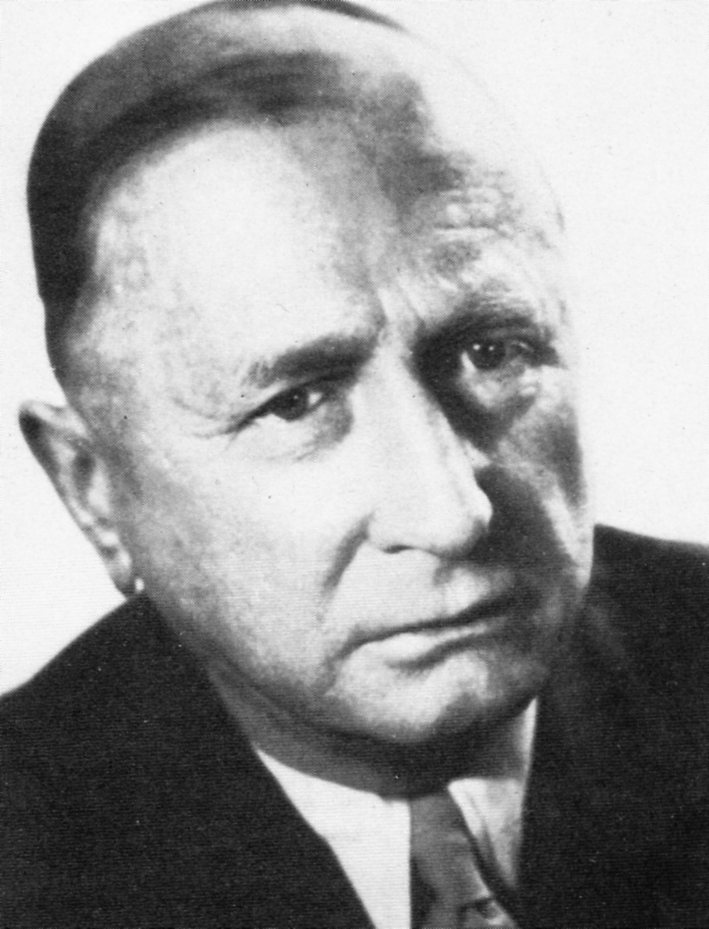
Ulrich Raydt

Ulrich Ernst Otto Ferdinand Rudolf Raydt (* 31. August 1886 in Lingen; † 8. Oktober 1967 in Osnabrück) war ein Chemiker und Vorstandsmitglied der Osnabrücker Kupfer- und Drahtwerke.

## Familie
Ulrich Raydt war das jüngste von neun Kindern des Lingener Superintendenten Theodor Raydt (1840–1910) und seiner Ehefrau Doris Elise Margarethe Schmidt gen. Springer (1840–1897).

## Leben
Raydt machte Ostern 1904 am Georgianum in Lingen Abitur. Er studierte Naturwissenschaften an den Universitäten Tübingen, wo er seit 1904 der Tübinger Burschenschaft Derendingia angehörte, Aachen und Göttingen (seit 1906), wo er am Institut für Physikalische Chemie 1909 mit der Arbeit „Über das Ladungsgesetz für Dielektrika“ zum Dr. phil. promoviert wurde. Nach Einjährig-Freiwilligem Dienst und kurzer Tätigkeit an den Staatslehranstalten in Hamburg kehrt er als Assistent von Gustav Tammann nach Göttingen zurück (1911–1913). Nach einer Tätigkeit in der Untersuchungsanstalt der Heddernheimer Metallwerke und der Süddeutschen Kabelwerke A.G. (1913–1914) und vierjährigem Kriegsdienst trat Raydt am 26. August 1918 als Oberingenieur und Betriebsleiter in das Osnabrücker Kupfer- und Drahtwerk (OkD) ein. Seit 1921 war er Technischer Direktor und stellvertretendes Vorstandsmitglied, bis am 26. November 1935 zum ordentlichen Vorstandsmitglied (1943 einer von zwei) ernannt wurde. Am 23. Januar 1960 trat er als Vorstand des OKD in den Ruhestand; gleichzeitig wurde er Mitglied des Aufsichtsrates, dem er bis zum 25. Januar 1965 angehörte.
Zeit des Nationalsozialismus
Raydt war seit Oktober 1938 Wehrwirtschaftsführer und Mitglied der Gauwirtschaftskammer Weser-Ems. 1935 wurde Raydt geschäftsführender Gesellschafter der neugegründeten Teutometallwerke GmbH, einer bis 1945 tätigen OKD-Tochter, in der die Abwicklung der Munitionsproduktion für die Wehrmacht zusammengefasst war. Die Firma beschäftigte sehr viele Zwangsarbeiter, die in mehreren Lagern in und außerhalb des Firmengeländes untergebracht waren. Die englische Militärregierung verbot ihm das Betreten des Werkes für die Zeit von Januar
1947 bis zum Mai 1948. Im Entnazifizierungsverfahren wurde er als „entlastet“ eingestuft. Raydt war Mitglied im Stahlhelm, eine Mitgliedschaft in NS-Organisationen wurde nicht festgestellt.

## Ehrungen
- 1953 Ehrenmitgliedschaft der Deutschen Gesellschaft für Materialkunde e.V. (DGM)
- Großes Verdienstkreuz der Bundesrepublik Deutschland[6]

## Schriften
- Über das Ladungsgesetz für Dielektrika. Dissertation Universität Göttingen 1909.
- Über die quantitative Gültigkeit des Landungsgesetzes für Dielektrika. In: Nachrichten der Gesellschaft für Wissenschaften. Göttingen 1909, S. 263–288.